# Gorilla Monsoon
Robert James Marella, meglio conosciuto come  Gorilla Monsoon (Rochester, 4 giugno 1937 – Willingboro, 6 ottobre 1999), è stato un wrestler statunitense, di origini italiane.
La sua carriera raggiunse il culmine quando, con i suoi 182 chilogrammi di peso, divenne uno degli atleti di punta della World Wide Wrestling Federation. In seguito, intraprese la carriera da commentatore e poi successe a Jack Tunney nel ruolo di presidente WWF. Fu poi introdotto nella WWE Hall of Fame il 9 giugno 1994.
Il figlio Manny ricoprì il ruolo di arbitro in WWF fino al 1994 quando fu coinvolto in un incidente d'auto nel quale perse la vita. Gorilla Monsoon morì d'infarto il 6 ottobre 1999, per complicanza del diabete da cui era affetto. Marella venne sepolto nel Lakeview Memorial Park di Cinnaminson, New Jersey.
Nel 2007 il wrestler Anthony Carelli debuttò in WWE scegliendo il ring name Santino Marella in tributo a Gorilla Monsoon.

## Carriera

### Inizi

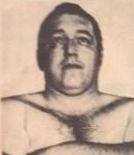
"Gino" Marella a inizio carriera

Marella debuttò con il ring name Gino Marella, un fiero italo-americano che si presentava sul ring cantando prima di ogni match. Persino dopo aver cambiato ring name, "Gino" rimase il soprannome di Marella tra colleghi e amici, incluso Jesse Ventura, che spesso lo chiamava così in diretta tv. Marella riscosse un successo moderato inizialmente, ma presto si rese conto che avrebbe raggiunto maggiore popolarità come wrestler heel. Quindi, decise di reinventare completamente la propria immagine, facendosi crescere la barba e adottando lo pseudonimo Gorilla Monsoon, e la gimmick di un terrificante gigante proveniente dalla Manciuria.
Il suo personaggio, secondo la kayfabe, presumibilmente nato in una fattoria isolata, viaggiava per gli Stati Uniti con una carovana di zingari, combatteva contro gli orsi, non parlava una parola di inglese, mangiava carne cruda e beveva il sangue delle sue vittime. La storia raccontata dal suo manager in WWWF, Bobby Davis, era leggermente diversa. Egli disse di aver scoperto Monsoon in Manciuria mentre si aggirava nudo per le montagne. In questa versione "monster heel", Marella ebbe molto più successo, e i fan erano veramente intimoriti da lui. Nel ring, Monsoon dominava i propri avversari con colpi brutali, il temuto "Manchurian Splash", e la sua mossa finale, "Airplane Spin".
Il 4 ottobre 1963 Monsoon affrontò Bruno Sammartino per il titolo WWWF World Championship, al Roosevelt Stadium, di Jersey City, New Jersey. Vinse il match per squalifica e questo diede origine a una rivalità con Sammartino che si concretizzò in una serie di rematch al Madison Square Garden, e i due ebbero un altro feud anche nel 1967. Al termine del primo match tra i due a Jersey City, mentre Monsoon era seduto sul tappeto, un fan esagitato (non facente parte dello show) salì sul ring e lo colpì in testa con una sedia di legno che andò in mille pezzi.

### World Wide Wrestling Federation / World Wrestling Federation

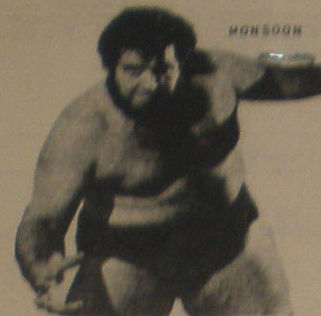
Monsoon nel 1970

Nel 1963, Vincent J. McMahon trasformò la Capitol Wrestling Corporation nella World Wide Wrestling Federation, dissociandosi dalla National Wrestling Alliance nel tentativo di dare vita a una federazione nazionale indipendente. All'epoca, la WWWF era la federazione più importante nel nord-est degli Stati Uniti. Marella strinse amicizia con McMahon, e divenne azionista di minoranza della WWWF, controllando il booking in varie zone controllate dalla compagnia. Inoltre egli divenne uno dei principali heel della compagnia, avendo rivalità con il beniamino del pubblico Bruno Sammartino. Nonostante la sua stazza e il forte sovrappeso, Monsoon era molto agile sul ring e una grande resistenza, costringendo spesso Sammartino a confronti da un'ora terminati in pareggio per limite di tempo.
Monsoon formò un tag team di successo con Killer Kowalski. Nel novembre 1963, la coppia sconfisse Skull Murphy e Brute Bernard conquistando il WWWF United States Tag Team Championship. Il mese seguente, i due persero le cinture contro i Tolos Brothers (Chris & John) a Teaneck (New Jersey). Monsoon e Kowalski si riunirono alla fine degli anni sessanta sconfiggendo Bruno Sammartino e Victor Rivera al Madison Square Garden.
Monsoon fece coppia anche con Professor Toru Tanaka. Dopo vari scontri con Sammartino e Spiros Arion, e aver sconfitto tag team come Al Costello & Dr. Bill Miller e Bobo Brazil & Earl Maynard, Monsoon e Tanaka persero il confronto finale con Sammartino e Victor Rivera in un main event.
Nel 1969, Monsoon effettuò un turn face salvando il rivale di un tempo Sammartino da un attacco di "Crazy" Luke Graham. Nel corso degli anni settanta, Gorilla divenne un favorito del pubblico e lottò contro top heel della federazione come Superstar Billy Graham, Killer Kowalski e "Big Cat" Ernie Ladd. Tornò per breve tempo tra i "cattivi" nel 1977 ed ebbe un celebre feud con André the Giant, affrontandolo in un match speciale di pugilato a Porto Rico. André vinse il match.
Il 2 giugno 1976, avvenne un celebre incidente a Filadelfia che coinvolse il pugile Muhammad Ali durante la registrazione di uno show televisivo WWWF. Ali, preparandosi per il suo match interdisciplinare con Antonio Inoki in Giappone, saltò sul ring mentre Monsoon stava lottando contro Baron Mikel Scicluna. Ali si tolse la maglietta e cominciò a danzare intorno a Monsoon mimando colpi nella sua direzione. Gorilla rispose afferrandolo e schiacciandolo al tappeto. Marella non rivelò mai se l'incidente fosse stato pianificato o meno. In un'intervista, egli commentò: «Non l'avevo mai visto prima e non l'ho più rivisto in seguito».
Gorilla Monsoon era particolarmente popolare a New York. Il 16 giugno 1980, un giovane di belle speranze di nome Hulk Hogan doveva lottare con lui al Madison Square Garden. All'epoca, Hogan era un heel, mentre Monsoon era un face. Tuttavia, per promuovere il nuovo talento in ascesa, McMahon disse a Hogan di sconfiggere Monsoon in meno di un minuto. Al termine del match, la folla inferocita cominciò a protestare gettando oggetti sul ring in direzione di Hogan, protestando per il risultato.
Il 23 agosto 1980 Gorilla Monsoon mise la propria carriera in palio in un match con Ken Patera, e perdette l'incontro. Lottò ancora qualche match e poi si ritirò dal ring alcune settimane dopo. Tornò a combattere in sole altre quattro occasioni: un six-man tag team match al Madison Square Garden nel 1981, un match nel 1982 come sostituto di André the Giant, prendendo parte alla "Body Slam Challenge" di Big John Studd nel 1983, e in occasione dello show per il decimo anniversario della WWC a San Juan, Porto Rico (sempre nel 1983). Da lì in poi cominciò la seconda fase della sua carriera nel mondo del wrestling, non più come lottatore ma come commentatore, telecronista e dirigente WWF.

### Ritiro e attività successive
A partire dal 1982 Marella intraprese l'attività di annunciatore e dal 1985, di commentatore tv insieme a Jesse "The Body" Ventura.
Marella e Ventura erano molto affiatati e si compensavano a vicenda, con Ventura che recitava la parte del "telecronista cattivo" che parlava bene dei wrestler heel mentre Marella era la "voce della ragione", e stava dalla parte dei più meritevoli. La coppia commentò insieme in diretta cinque delle prime sei edizioni di WrestleMania (con l'unica eccezione di WrestleMania 2, che Marella commentò da Chicago insieme a Gene Okerlund, Cathy Lee Crosby ed Ernie "The Cat" Ladd).
La coppia Ventura/Monsoon commentò tutti i pay-per-view WWF dell'epoca tranne i primi due SummerSlam e la Royal Rumble 1990. Quando Ventura lasciò la WWF, il suo ruolo accanto a Marella fu preso da Bobby "The Brain" Heenan, e i due formarono una coppia comica molto affiatata. Marella e Heenan diventarono grandi amici anche nella vita reale. Durante il discorso in occasione della sua introduzione nella WWE Hall of Fame nel 2004, Heenan terminò il discorso dicendo che solo una cosa gli mancava in quel momento – avrebbe voluto che Monsoon fosse presente. Altre persone che affiancarono Monsoon al commento furono Lord Alfred Hayes, Johnny Polo, "Superstar" Billy Graham, Hillbilly Jim, Tony Schiavone, Jim Neidhart, Randy Savage e Jim Ross.
Gorilla Monsoon fu il telecronista principale a WrestleMania dal 1985 al 1992, e il commentatore del programma televisivo WWF All Star Wrestling, del suo successore WWF Wrestling Challenge, di Prime Time Wrestling e di WWF All American Wrestling su USA Network. Commentò anche qualche match nella Georgia Championship Wrestling sul canale WTBS durante la breve parentesi della proprietà di McMahon del programma.
Marella smise di commentare regolarmente a partire da WrestleMania IX (dove era il "maestro di cerimonie") per fare posto a Jim Ross da poco arrivato dalla WCW. Tornò in televisione in occasione di King of the Ring 1994 (al tavolo dei commentatori insieme a Randy Savage) e in qualche puntata di Monday Night RAW nel 1993 e 1994 quando Vince McMahon non era disponibile. Fu anche richiamato sporadicamente a Wrestling Challenge dal 1993 al 1995, commentando insieme a Stan Lane, Ted DiBiase, e ancora Ross. L'ultimo pay-per-view da lui commentato fu Survivor Series 1994, insieme a Vince McMahon.

### Presidenza WWF
Nell'estate del 1995, Marella succedette (kayfabe) a Jack Tunney alla carica di presidente della WWF. Il ruolo del presidente nelle storyline era quello di arbitrare le dispute tra i wrestler e di sancire match.
Nel gennaio 1996, Monsoon fu aggredito e gravemente infortunato da Vader (kayfabe). Roddy Piper prese il suo posto ad interim fino a WrestleMania XII, quando Marella fu in grado di riassumere la carica. Vari problemi di salute lo costrinsero a diradare le sue apparizioni nell'estate del 1997. Invece di nominare un sostituto o successore, la WWF decise di ritirare il ruolo di "Presidente" e nell'agosto 1997 introdusse Sgt. Slaughter come nuovo Commissioner. In seguito lo stato di salute di Marella peggiorò sempre più; la sua ultima apparizione televisiva prima della morte fu come uno dei tre giudici a bordo ring in occasione dell'incontro di pugilato tra Bart Gunn e Butterbean a WrestleMania XV. In questa occasione, Marella fu accolto da una standing ovation da parte del pubblico.

## Vita privata
Marella restò sposato con la moglie Maureen per oltre 40 anni ed ebbe tre figli: Sharon (nata nel 1960), Joey (adottato, 1963-1994), e Valerie (nata nel 1966). Anche Victor Quiñones (1959-2006) fu indicato nel necrologio di Marella come figlio suo anche se non fu mai ufficialmente da lui riconosciuto in vita.
Il 4 luglio 1994, il figlio adottato, Joey Marella, si addormentò mentre era alla guida e morì in un incidente d'auto mentre stava tornando a casa da un evento WWF svoltosi ad Ocean City, Maryland. Al momento dell'impatto non indossava la cintura di sicurezza.
All'inizio del 1994, Marella condusse insieme a Sean Mooney il gioco a quiz Bingo Break che andò in onda per breve tempo la mattina sul canale WBFF di Baltimora, Maryland. Nel programma non si faceva menzione della sua carriera pregressa nel wrestling, e veniva presentato con il nome Bob Marella invece che come Gorilla Monsoon.

## Morte
Marella morì il 6 ottobre 1999 all'età di 62 anni, per un infarto causato dalle complicazioni dovute al diabete, nella sua casa di Willingboro, New Jersey. Il suo corpo è stato sepolto accanto a quello del figlio adottivo Joey Marella, nel cimitero Lakeview Memorial Park di Cinnaminson, New Jersey.

## Personaggio

### Mosse finali
- Airplane Spin
- Manchurian Splash

## Titoli e riconoscimenti
- Cauliflower Alley Club
  - Other honoree (1994)
- George Tragos/Lou Thesz Professional Wrestling Hall of Fame
  - Classe del 2011
- Professional Wrestling Hall of Fame and Museum
  - Classe del 2010
- World Championship Wrestling (Australia)
  - IWA World Heavyweight Championship (1)
- World Wide Wrestling Federation / World Wrestling Federation
  - WWF Hall of Fame (classe del 1994)
  - WWWF United States Tag Team Championship (2) – con Killer Kowalski (1) e Bill Watts (1)
- World Wrestling Association (Los Angeles)
  - WWA World Tag Team Championship (2) – con Luke Graham (1) e El Mongol (1)
- World Wrestling Council
  - WWC North American Heavyweight Championship (2)
- Wrestler Observer Newsletter
  - Worst Television Announcer (1985, 1991–1995)[7]